# Zac Nicholson
Zac Nicholson (* 7. März 1971 in London) ist ein britischer Kameramann.

## Leben
Der 1971 in London geborene Zac Nicholson studierte an der Central St Martins School of Art und an der Sheffield Polytechnic. Nachdem er erst als zweiter, dann als erster Kameraassistent für Filme wie Velvet Goldmine von Todd Haynes arbeitete, fungierte er bei The Death of Stalin von Armando Iannucci erstmals selbst als Kameramann bei einem Spielfilm. Mit ihm arbeitete er auch für den Film David Copperfield – Einmal Reichtum und zurück zusammen.
Nicholson ist Mitglied der British Society of Cinematographers und arbeitet von New York aus.

## Filmografie (Auswahl)
- 2007: Jetsam
- 2013: Agatha Christie’s Poirot (Fernsehserie, 1 Folge)
- 2013: Der junge Inspektor Morse (Endeavour, Fernsehserie, 1 Folge)
- 2017: The Death of Stalin
- 2018: Deine Juliet (The Guernsey Literary and Potato Peel Pie Society)
- 2018: Geheimnis eines Lebens (Red Joan)
- 2018: All Is True
- 2019: David Copperfield – Einmal Reichtum und zurück (The Personal History of David Copperfield)
- 2021: The Pursuit of Love (Miniserie, 3 Folgen)
- 2020: Die Misswahl – Der Beginn einer Revolution (Misbehaviour)
- 2022: The Lost King
- 2023: One Life

## Auszeichnungen (Auswahl)
British Independent Film Award
- 2019: Nominierung für die Beste Kamera (David Copperfield – Einmal Reichtum und zurück)